# Phaedranassa dubia
Phaedranassa dubia là một loài thực vật có hoa trong họ Amaryllidaceae. Loài này được (Kunth) J.F.Macbr. miêu tả khoa học đầu tiên năm 1931.

## Hình ảnh

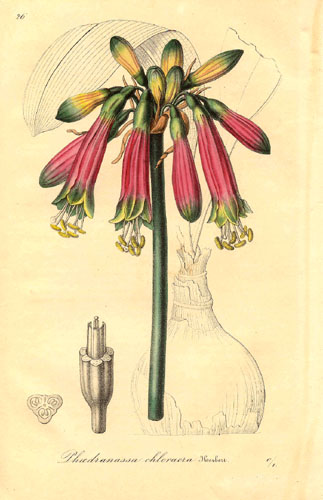